# Dachverband Entwicklungspolitik Baden-Württemberg

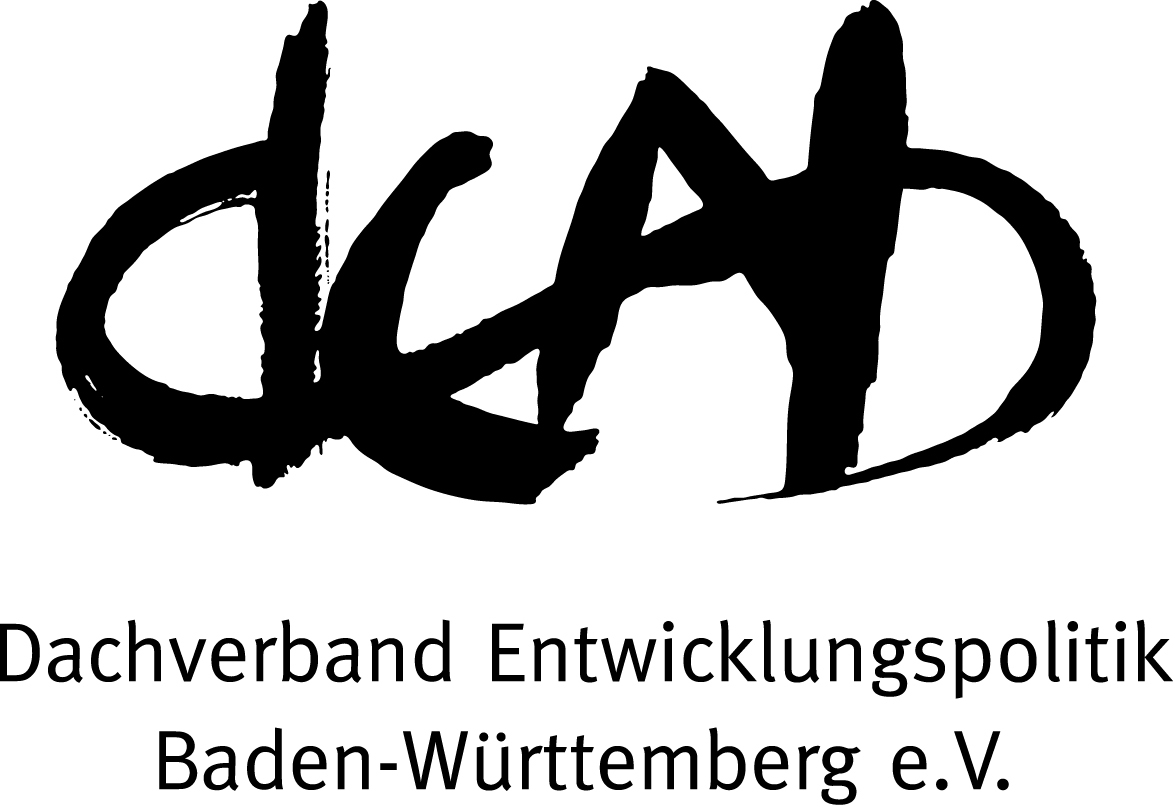

Der Dachverband Entwicklungspolitik Baden-Württemberg e.V. ist ein übergeordneter Verband von Weltläden, Eine Welt-Initiativen, entwicklungspolitischen Organisationen und Netzwerken in Baden-Württemberg.

## Aufgaben
Zentrale Aufgaben des 1975 gegründeten Dachverbands sind die Förderung seiner Mitglieder durch Information, Vernetzung, Fortbildung und die politische Vertretung ihrer Anliegen. In der Satzung heißt es unter anderem dazu: „Wir arbeiten in Baden-Württemberg dafür, dass sich viele Menschen von einer Vision weltweiter Gerechtigkeit leiten lassen und so leben, wirtschaften und Politik machen, dass Menschen in allen Teilen der Erde ein menschenwürdiges Leben haben“. Inhaltliche Schwerpunkte sind unter anderem:
- der Faire Handel als ein Instrument der Entwicklungszusammenarbeit und der entwicklungspolitischen Bildung.
- nachhaltiger Konsum und Lebensstil
- nachhaltige öffentliche Beschaffung
- Globales Lernen
- Landespolitik

## Satzung des Dachverbands Entwicklungspolitik Baden-Württemberg
Der Verein informiert über weltweite Zusammenhänge und Missstände und weist alle gesellschaftlichen Gruppen, Bürger, Politiker, Wirtschafts- und Kirchenleute auf ihren Anteil an diesen Missständen hin und drängt auf Veränderung. Die Benennung offenkundigen Unrechts ist dann erste Schritt zu mehr Gerechtigkeit. Daher wendet sich der Verband  gegen Hunger, Krieg,
Waffenexporte, Überschuldung, Analphabetismus, Armut, kulturelle Dominanz, Umweltzerstörung, wirtschaftliche Knebelung und
fordert deren Überwindung. Man bemüht sich um Begegnungen, aus denen internationale Solidarität erwächst und beteiligt sich an einem Austausch, bei dem man die Kultur des anderen schätzen lernt. Zudem werden Wirtschaftsbeziehungen, die menschenwürdige Arbeits- und Lebensbedingungen ermöglichen, unterstützt. Dazu gehören soziale und ökologische Standards, Zugang zu Nahrung, Gesundheit, Bildung, angemessen entlohnte Arbeit und gerechtes Kreditwesen für einkommensschwache Menschen. Unterstützt wird auch der Faire Handel. Weiter heißt es in der Präambel: Als Dachverband der Entwicklungszusammenarbeit in Baden-Württemberg vertreten wir Interessen der Menschen in Afrika, Asien und Lateinamerika. Wir vertrauen darauf, dass es in allen Teilen der Erde Gruppen gibt, die mit Kreativität und Mut Wege finden, die ihnen Überleben, Selbstbestimmung und Menschenwürde eröffnen. Zusammen arbeiten wir an einer gerechteren Welt.

## Leistungen
Die erste Aufgabe sieht der Dachverband in der Unterstützung seiner Mitglieder durch Information, Beratung, Fortbildung und ihre Vertretung gegenüber der Politik und in der Öffentlichkeit. Darüber hinaus ist der DEAB Ansprechpartner für alle Fragen, Anliegen und Themen im Bereich Eine Welt und Entwicklungspolitik. Dafür stehen Mitarbeiter in der Geschäftsstelle Stuttgart und in den Büros in Mannheim und Aalen zur Verfügung. Der Verband vermittelt Referenten, erstellt und verbreitet Publikationen, verleiht oder vermittelt Ausstellungen.  Eine andere Aufgabe ist die Vernetzung von Akteuren. So gibt es z. B. den Runden Tisch "Freiwilligendienste" oder den Runden Tisch "Fairer Handel Baden-Württemberg".

## Verbandsorgan
Südzeit – Eine Welt Journal ist die Zeitschrift des Verbandes, es erscheint vierteljährlich im März, Juni, September und Dezember.  Jede Ausgabe von Südzeit hat einen Umfang von 36 Seiten. Unterschiedliche Schwerpunktthemen geben einen  Einblick in   entwicklungspolitische Sachverhalte. Daneben enthält das Journal aktuelle Berichte, Reportagen und Interviews. Auch Tipps zu Internet, Kunst und Kultur, Veranstaltungen, nichtkommerzielle Reisen, Gesundheitstipps, Filme sowie Anregungen für die Arbeit in Gruppen und Schulklassen werden veröffentlicht. Für die Gestaltung und den Versand wird Recycling-Papier verwendet, versandt werden die Zeitschriften durch die Neckartalwerkstätten, eine Werkstatt für behinderte Menschen des Caritasverbandes, Stuttgart. Mehr als 3500 Einzelpersonen und Institutionen werden durch Südzeit regelmäßig mit Informationen versorgt.